# Fenomenologia (fisica)
In fisica, per fenomenologia si intende l'applicazione della fisica teorica ai dati sperimentali facendo previsioni quantitative basate su teorie conosciute. Si oppone alla sperimentazione del metodo scientifico, nel quale l'obiettivo dell'esperimento è provare una ipotesi scientifica invece di fare previsioni. La fenomenologia è legata all'omonimo concetto filosofico nel senso che queste previsioni descrivono comportamenti attesi dei fenomeni reali. 
La fenomenologia è comunemente applicata alla branca della fisica delle particelle, dove costituisce un ponte tra i modelli matematici della fisica teorica (come le teorie quantistiche dei campi e le teorie della struttura dello spaziotempo) e i risultati degli esperimenti di fisica delle particelle ad alte energie. Si usa talvolta in altri campi come in fisica della materia condensata e in fisica del plasma, quando non ci sono teorie esistenti per i dati sperimentali ottenuti.